# Gyponana suda
Gyponana suda är en insektsart som beskrevs av Delong 1984. Gyponana suda ingår i släktet Gyponana och familjen dvärgstritar. Inga underarter finns listade i Catalogue of Life.